# Heliothea alpherakii
Heliothea alpherakii är en fjärilsart som beskrevs av Otto Staudinger 1892. Heliothea alpherakii ingår i släktet Heliothea och familjen mätare. Inga underarter finns listade i Catalogue of Life.